# Евстратий Тарсийский

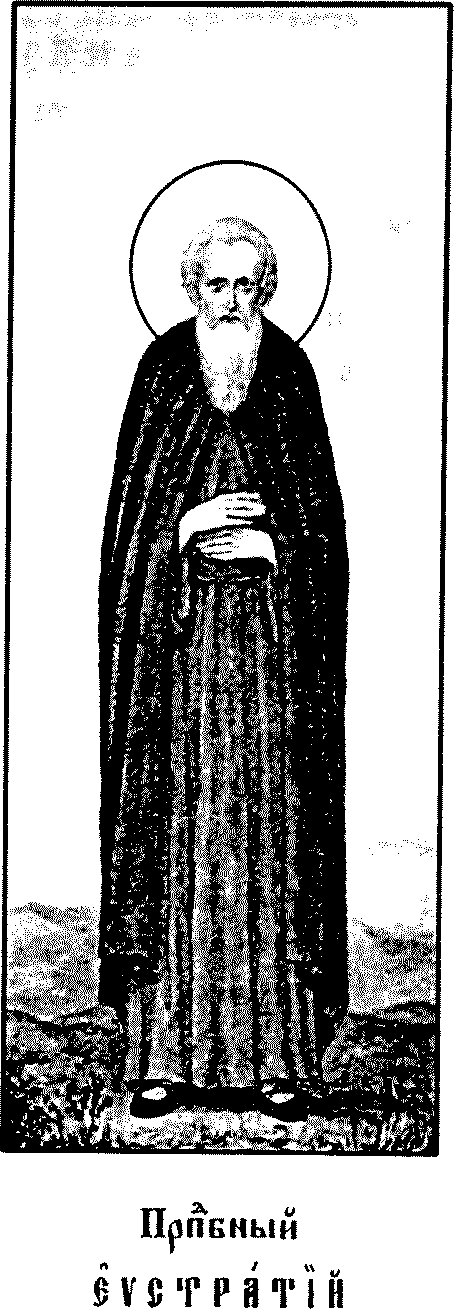
Преподобный Евстратий

Евстратий Тарсийский (Евстратий Агаврский, греч. Όσιος Ευστράτιος ο Θαυματουργός, ок. 772/3, Киликия, Византия — 10 января 867/8) — преподобный, чудотворец, ученик, подражатель и сподвижник Иоанникия Великого. Память 9 января.
Родился в Византии, в провинции Киликии на юге-востоке Малой Азии, в богатой семье Георгия и Мегефы. В 20 лет бежал из дома к горе Малый Олимп, в монастырь Агавр, находившийся примерно в 3 км к западу от города Пруса (Бурса). Игуменом обители был Григорий, его дядя по матери. После сокрушительного поражения императора Михаила I в войне с болгарами (807—815) в 813 году на престол взошёл Лев V Армянин (813—820), при котором возобновилось иконоборчество. Евстратий по совету Иоанникия Великого скрывался до убийства императора, а затем вернулся в обитель. После смерти игумена Григория и его брата Василия возглавил обитель при императоре Феофиле (829—842). Совершил много чудес и умер в возрасте 95 лет. Был причислен в лику преподобных.
Основным источником сведений о жизни преподобного является анонимное Житие, созданное в первой половине X века монахом монастыря Агавр по записям очевидцев чудес и Житию преподобного Иоанникия, составленному монахом Петром. Монах Пётр преимущественно опирался на рассказы Евстратия, сопровождавшего Иоанникия Великого на протяжении десятилетий. На анонимном Житие основана заметка о Евстратии Тарсийском в Синаксаре Константинопольской церкви (конец X века).